# Kuttergatan
Kasenberg är en gata med bebyggelse sydost om Åmål vid Vänern i Åmåls kommun i Dalsland. SCB har för denna bebyggelse och den vid parallellgatan  Fogdegatan från 2023 avgränsat en småort. 